# 圣安杰洛-穆克萨罗
圣安杰洛-穆克萨罗（義大利語：Sant'Angelo Muxaro），是意大利西西里大区阿格里真托省的一个市镇。总面积64.55平方公里，人口1516人，人口密度23.5人/平方公里（2009年）。ISTAT代码为084039。